# Зійти на берег
«Зійти на берег» (ест. Maaletulek) — радянський фільм 1972 року, знятий на кіностудії «Талліннфільм» режисером Кальє Кійским.

## Сюжет
Реет одружена з Рейном, помічником капітана далекого плавання. Вона кохає свого чоловіка, але втомилася від довгих розлук та самотності. Рейн розуміє страждання своєї дружини, але не може відмовитися від моря. Реет йде до друга сім'ї Марту, який давно кохає її. Однак ні любов, ні турботи Марту не приносять Реет радості…

## В ролях
- Лейла Саялік — Реет
- Улдіс Пуцитіс — Рейн
- Леонхард Мерзін — Березень
- Ролан Биков — Коклов
- Катрін Карисма-Крумм — Кадрі
- Гедімінас Карка — Раун
- Кальє Кійск — Гаральд
- Лейда Лайус — Елве
- Ада Лундвер — Ліллі
- Вітаутас Паукште — капітан Еріх
- Інес Ару — жінка з Раквере
- Лейда Раммо- Елла
- Хельмут Вааг — чоловік Ели
- Улдіс Ваздікс — епізод
- Сальме Реек — епізод
- Херта Ельвісте — епізод
- Ельмар Салулахт — епізод

## Знімальна група
- Режисер — Кальє Кійск
- Сценаристи — Олександр Борщаговський, Кальє Кійск
- Оператор — Юрі Гаршнек
- Композитор — Лембіт Веево